# Erwin Nowak (Feuerwehrmann)
Erwin Nowak (* 20. September 1930 in Krems an der Donau; † 11. Juli 2004 in Stratzing) war Beamter beim Magistrat Krems an der Donau, Kommandant des Niederösterreichischen Landesfeuerwehrverbandes und Präsident des Österreichischen Bundesfeuerwehrverbandes.

## Leben
Erwin Nowak trat bereits als 14-Jähriger im Jahr 1944 in die Freiwillige Feuerwehr Krems an der Donau ein und erlebte in den letzten Kriegstagen dramatische Einsätze nach Bombenangriffen. Nach Kriegsende engagierte er sich sofort beim Wiederaufbau der Feuerwehr und war als Gruppenkommandant und im Verwaltungsdienst tätig.
Beruflich durchlebte er eine Bilderbuch-Karriere als Beamter des Magistrates der Stadt Krems.
Im Jahr 1969 organisierte Nowak mit anderen die Internationalen Feuerwehrleistungsbewerbe in Krems und wurde kurz später Feuerwehr-, Abschnitts- und Bezirksfeuerwehrkommandant.
1976 wurde er zum Stellvertreter von Sepp Kast im Niederösterreichischen Landesfeuerwehrverband gewählt und übernahm auch wesentliche Aufgaben im Österreichischen Bundesfeuerwehrverband.
Nachdem Sepp Kast 1982 die Altersgrenze erreichte und deshalb seine Funktion zurücklegen musste, wurde Erwin Nowak zum Landesfeuerwehrkommandanten gewählt, eine Funktion, die er 13 Jahre lang innehatte.
1988 folgte er Sepp Kast auch als Präsident des Österreichischen Bundesfeuerwehrverbandes, diese Funktion gab er 1999 an Manfred Seidl aus dem Burgenland ab.

## Wirken im Niederösterreichischen Landesfeuerwehrverband
Einer der größten Erfolge von Präsident Erwin Nowak war 1993 die Durchsetzung der Steuerbefreiung für Feuerwehrfeste. Damit sicherte er zahllosen Feuerwehren in Österreich eine wichtige Finanzierungsbasis.
Feuerwehrintern lag Präsident Nowak vor allem die Vereinheitlichung der Ausbildung in Österreich am Herzen. In seiner Amtszeit ist dieses ehrgeizige Vorhaben in die Tat umgesetzt worden. Sowohl bei der Grundausbildung, als auch bei weiterführenden Lehrgängen. In den Landesfeuerwehrschulen wird seitdem nach bundeseinheitlichen Ausbildungsunterlagen unterrichtet, die nach lehr- und lernpädagogischen Grundsätzen erstellt worden sind.
Besonderes Augenmerk legte er auf die Entwicklung der Feuerwehrjugend in Niederösterreich.
Mit der Produktion von Videofilmen als Unterstützung der Feuerwehrausbildung, aber auch zur Information der Bevölkerung z. B. im Bereich Brandverhütung, setzte der Österreichische Bundesfeuerwehrverband unter Präsident Nowak richtungsweisende Schritte zur Nutzung moderner Medien.
Untrennbar mit der Präsidentschaft von Erwin Nowak verbunden ist auch die Strukturreform im Österreichischen Bundesfeuerwehrverband: Fachausschüsse avancierten zu Interessensvertretungen, Referate und Sachgebiete wurden zu Arbeitsgremien aufgewertet, die wichtige Entscheidungsgrundlagen erstellen.
Erwin Nowak verkörperte einen ruhigen und pragmatischen Führungsstil, legte Wert auf Genauigkeit und klare Abläufe. Er war bemüht, Probleme nicht im Konflikt, sondern durch sachliche Verhandlungen zu lösen.

## Funktionen, Beförderungen, Ernennungen und Auszeichnungen (Auszug)
- Löschmeister (1946)
- Schriftführer (1954)
- Bezirksfeuerwehrrat (1962)
- Kommandant-Stellvertreter der Freiwilligen Feuerwehr Krems-Stadt (1962)
- Kommandant der Freiwilligen Feuerwehr Krems-Stadt (1971)
- Kommandant des Abschnittsfeuerwehrkommandos Krems-Stadt (1971)
- Kommandant des Bezirksfeuerwehrkommandos Krems (1971)
- Kommandant-Stellvertreter des Landesfeuerwehrverbandes Niederösterreich (1976)
- Mitglied des Fachausschusses für Freiwillige Feuerwehren im Österreichischen Bundesfeuerwehrverband (1976)
- Leiter des Sachgebietes „Feuerwehrjugend“ im Österreichischen Bundesfeuerwehrverband (1976)
- Leiter Referates „Präsidiale Angelegenheiten“ im Österreichischen Bundesfeuerwehrverband (1979)
- Landesbranddirektor und Kommandant des Niederösterreichischen Landesfeuerwehrverbandes (1982)
- Präsident des Österreichischen Bundesfeuerwehrverbandes (1988)
- Silbernes Komturkreuz des Ehrenzeichens für Verdienste um das Bundesland Niederösterreich (1995)[2]
- Ehren-Präsident des Österreichischen Bundesfeuerwehrverbandes (1998)
- Großes Silbernes Ehrenzeichen für Verdienste um die Republik Österreich (1999)[3]
- Berufstitel: Regierungsrat